# Zeuxidia chersonesia
Zeuxidia chersonesia är en fjärilsart som beskrevs av Hans Fruhstorfer 1905. Zeuxidia chersonesia ingår i släktet Zeuxidia och familjen praktfjärilar. Inga underarter finns listade i Catalogue of Life.